# رهاب الحجاب
رهاب الحجاب هو نوع من التمييز الديني والثقافي ضد المرأة المسلمة. وهناك مظاهر له ظهرت في الأماكن العامة والعمل والمدارس.

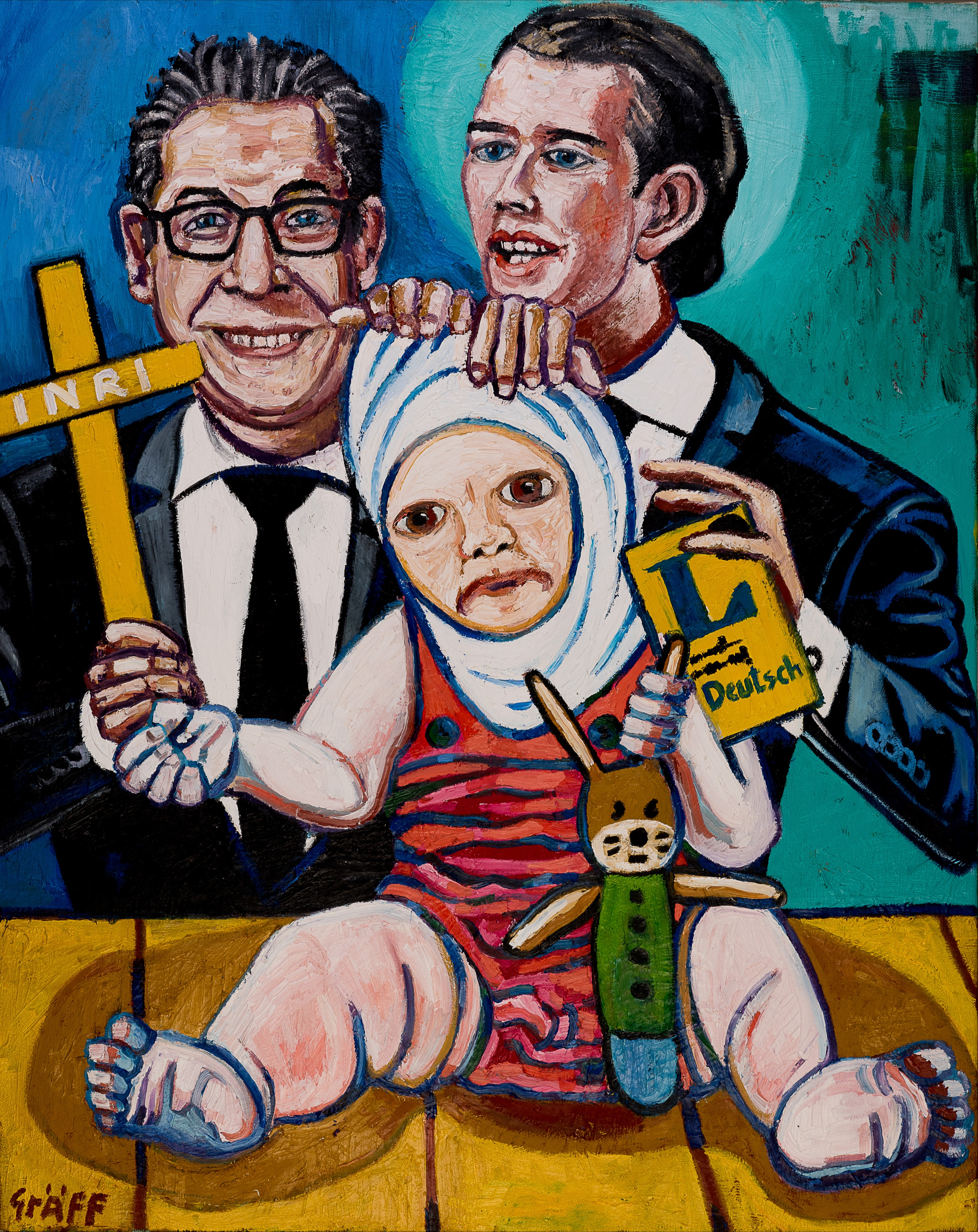
لوحة ترسم المستشار النمساوي سيباستيان كورتس، ونائب المستشار هاينز كريستيان شتراخه، في حالة نزع الحجاب من على رأس طفلة مسلمة بعدم رغبتها.

## التحليل
رهاب الحجاب هو مصطلح يشير إلى التمييز ضد المرأة التي ترتدي الحجاب الإسلامي من النقاب أو البرقع والعباءة أو الشادور. وهو يعتبر نوع من أنواع أعمال التخويف ضد الإسلام، أو العداء تجاه الحجاب.
يستخدم هذا المصطلح في الأوساط الأكاديمية في الخطابات القائمة على التمثيل الاستعماري للنساء المسلمات، على انهن ضحايا مضطهدين من قبل الثقافات المعادية للمرأة.
وفقا لصحيفة غازيتة، ان رهاب الحجاب أصبح ظاهرة وطنية فرنسية، بعد قضية الحجاب عام 1989 (الفرنسية:l'affaire du foulard). ووفقا لأيهان كايا، ان الإسلامورهاب قد اختلط مع رهاب الحجاب في فرنسا.
ويعتقد العالم السياسي فينسنت غييسر بأن رهاب الحجاب أصبح أكثر انتشارًا بعد هجمات 11 سبتمبر، وقد يتضح ذلك من عدد القوانين التي يتم تنظيمها لتقيّد الحجاب في الأماكن العامة والمكاتب الحكومية. وجدت دراسة أن الفتيات المسلمات في لندن أدركن تمييزًا عندما ارتدين الحجاب خارج مجتمعاتهن، وشعرن ضغوطًا اجتماعية لعدم ارتداء الحجاب.

## المظاهر

### أماكن العمل

#### محكمة العدل الأوروبية
في 14 مارس 2017، منحت محكمة العدل الأوروبية المؤسسات حق منع الموظفين من ارتداء رموز دينية مرئية، بما في ذلك الحجاب. وهو حكم عبّر عنه المسلمون بأنه هجوم مباشر على النساء اللواتي يرتدين الحجاب في مكان العمل. ونتيجة لذلك، تم فصل امرأتين من العمل في فرنسا وبلجيكا بسبب رفضهما إزالة حجابهما. تم فصل سميرة آشبيتا، وهي امرأة من بلجيكا، من العمل في شركتها (G4S) كنتيجة لقرار المحكمة.
وفقا لهافينغتون بوست أن الحكم كان في الظاهر موقفا حياديا وكان مبنيًا على رغبة صاحب العمل، لكنه كان من أجل تطبيع مسألة حجاب رهاب. وصفت الجزيرة الحكم بأنه مقدمة وقاية اشتغال النساء المسلمات اللاتي يرتدين الحجاب.

### الأماكن العامة
هناك بعض الدول لديها قوانين تمنع ارتداء اللباس الإسلامي في الأماكن العامة. فرضت القوانين المحلية في إسبانيا في عام 2010 حظرا على ارتداء البرقع الإسلامي، إلى أن في عام 2013 ألغت المحكمة العليا الإسبانية هذه القوانين. كما في عام 2016 بدأت أعلى محكمة في فرنسا بالغاء الحظر المفروض على البوركيني من قبل أكثر من ثلاثين بلديات فرنسية، باعتبار أنه معادي للإسلام. كما ان حظر فيفا على تغطية الرأس في 2011-2014 هو مثال على رهاب الحجاب.
في عام 2018، حظرت النمسا التغطية الكاملة للوجه. وهذا ما انتقدته الشرطة على ان هذا الحظر يشمل الاشخاص الذين يستخدمون أقنعة الدخان أو التزلج.وقد أصدرت فرنسا وبلجيكا حظراً مماثلاً منذ عام 2011. في عام 2015، تم فرض حظر جزئي في هولندا، كما حظر البرلمان الألماني تغطية الوجه أثناء القيادة في سبتمبر 2017.

### المدارس
في أكتوبر 2018، حظرت النمسا الحجاب في رياض الأطفال والمدارس الابتدائية، وذلك لحماية الأطفال من الضغط الأسري لارتداء الحجاب. وأعلن اتحاد المعلمين النمساويين، بأنه يجب استمرار حظر التلاميذ من ارتداء الحجاب إلى أن يبلغوا عمر 14 عامًا باعتباره هو السن القانوني الديني.